# Linkspopulismus
Linkspopulismus bezeichnet einen zur politischen Linken neigenden Populismus, der sich für soziale Gleichheit, soziale Gerechtigkeit, Frieden und Umverteilung des Vermögens einsetzt. Chantal Mouffe, eine Theoretikerin des Linkspopulismus, erklärt, dass der linke Populismus „auf die Errichtung einer politischen Frontlinie zwischen ‚dem Volk‘ und ‚der Oligarchie‘ abzielt.“ Vor dem Hintergrund der sozialdemokratischen Einbindung der Arbeiterbewegung setzten populistische Teile der politischen Linken auf die Protestkultur von Vox populi, um der alternativlosen Konsensdemokratie und den dominierenden kapitalistischen Finanzeliten, die nach Auffassung vieler Linker die Repräsentative Demokratie immer weiter aushöhlen (Postdemokratie), etwas entgegenzusetzen. Der Begriff ist in der Politikwissenschaft umstritten und wird vor allem als Gegenbegriff zu dem weit verbreiteten Terminus des Rechtspopulismus aufgegriffen. Der Linkspopulismus kann im Gegensatz zum fremdenfeindlichen Rechtspopulismus als ein „inklusiver Populismus“ bezeichnet werden.

## Begriff

### Definition
Eine angemessene Definition des Populismus steht vor der Schwierigkeit, den in Medien und Politik polemisch verwendeten Kampfbegriff wissenschaftlich darzustellen. Eine einheitliche Definition gibt es bislang nicht. Von vielen Politikwissenschaftlern wird der Begriff des Populismus nur als umgangssprachliche, parteiliche Bezeichnung akzeptiert. 
Laut Karin Priester strebt Linkspopulismus „durch Ressourcenumverteilung die Inklusion unterprivilegierter Bevölkerungsschichten in ein parastaatliches, direkt an die Person einer Führerfigur gebundenes, nicht-parlamentarisch strukturiertes Klientelsystem an.“
Als gewichtige Theoretiker des Linkspopulismus gelten die in England lehrende Wissenschaftlerin Chantal Mouffe und der 2014 verstorbene Ernesto Laclau, die das Wort allerdings als Bezeichnung für ihre politische Strategie benutzen und nicht als wissenschaftlichen Terminus. Der Linkspopulismus ist für sie nicht nur eine Frage des Politikstils, sondern auch der linken politischen Strategie: Sie bezeichnen damit den Abschied von dem „Mythos des Kommunismus als transparenter und versöhnter Gesellschaft“ und von der Arbeiterklasse als privilegiertem Subjekt der gesellschaftlichen Veränderung. Mouffe erklärt die linkspopulistische Strategie so: „Ein linker Populismus muss eine Vielzahl heterogener demokratischer Forderungen, antirassistische, ökologische etc., bündeln und die Herauskristallisierung eines kollektiven Willens anstreben, der von gemeinsamen Affekten getragen wird.“ Chantal Mouffe und ihr Ko-Autor Ernesto Laclau gehörten zu den Stichwortgebern der weltweiten Occupy-Bewegung und neuer linker Parteigründungen wie Podemos in Spanien, Syriza in Griechenland und La France insoumise in Frankreich.
Für den Politikwissenschaftler Tim Spier ist der Linkspopulismus eine „ideologische Ausrichtung“ des Populismus. In den westeuropäischen Ländern der Europäischen Union ist vor allem der Gegenbegriff Rechtspopulismus weit verbreitet. Viele linke Parteien adaptieren einen linkspopulistischen Politikstil. Spier sieht den Linkspopulismus als ein „historisch wie auch aktuell auffindbares Phänomen“.
Linkspopulismus verspricht nach Ansicht des Politikwissenschaftlers Dieter Nohlen „Segnung […] und Bekämpfung von Mißständen, propagiert […] mehr Staat bzw. nach den neoliberalen Erfahrungen die Rückkehr des Staates als zentrale Verteilungsinstanz“.
Nach dem Politikwissenschaftler Florian Hartleb (2004) versucht der Linkspopulismus „im Antagonismus zum Establishment, die fortschrittlichen, egalitären, solidarischen und aufbegehrenden Sedimente des Alltagsverstands der Massen zu reaktivieren.“ Er unterscheidet „vertikalen“ und „horizontalen“ Populismus. Vertikal wird das Establishment hinterfragt, horizontal zeichnet der Linkspopulismus verschiedene Feindbilder: „Faschisten, Kapitalisten und multinationale Konzerne“.

### Abgrenzung
Der Linkspopulismus grenzt sich sowohl zur Sozialdemokratie als auch zum Linksextremismus ab. Alle Begriffe werden der politischen Linken zugeordnet. Die Sozialdemokratie basiert im Wesentlichen auf der Wertvorstellung des Postmaterialismus. Demgegenüber lehnt der Linksextremismus den Verfassungsstaat mit seiner rechtsstaatlich-demokratischen Ordnung ab. Überschneidungen existieren zwischen Sozialdemokratie und Linkspopulismus in den pragmatischen Elementen. So nutzen Politiker der Sozialdemokratie mitunter populistische Methoden, wenngleich beim Linkspopulismus der politische Protest im Vordergrund steht. Linkspopulisten können auch gleichzeitig linksextreme oder postkommunistische Ziele verfolgen. Sie stehen der Neuen Linken sehr nahe, teilen mit ihnen jedoch nicht die Ideen von Toleranz und Akzeptanz. Dem Populismus fehlt die intellektuelle Komponente, und er verfolgt vielmehr eine antielitäre Absicht.
Für die Politologin Viola Neu (2003) ist der Linkspopulismus vor allem eine Frage des Politikstils: „Parteien des linken Spektrums werden eher nach ihrem politischen Nukleus (ökologisch, sozialistisch, sozialdemokratisch) als nach ihrem Politikstil (populistisch) klassifiziert“.
In der politischen Auseinandersetzung spielt der Vorwurf des Populismus eine große Rolle. Die sozialdemokratischen Politiker Josef Korsten (1985) und Peter Glotz (1989) sprachen bereits in den 1980er Jahren über einen Linkspopulismus. Der Soziologe Ralf Dahrendorf stellte 2003 fest: „Angesichts dessen, was meist mit Globalisierung beschrieben wird, gibt es auch so etwas wie Linkspopulismus.“ Allerdings, so Dahrendorf, sei die Verwendung des Schimpfwortes „Populismus“ oft selbst populistisch.

## Kernthemen
Kernthema des linken Populismus sind die „Wiederherstellung und Vertiefung der Demokratie“ mit dem Ziel einer radikalen sozialen Umverteilung. Das Instrument dazu ist die durch Wahlen eroberte Staatsmacht: „Ohne die Institutionen des demokratischen Regimes in Frage zu stellen, muss ein hegemonialer Übergang stattfinden.“ Der Linkspopulismus als Volksbewegung greift zudem verschiedene soziale Bewegungen auf, die sich gegen die Hegemonie des Neoliberalismus wenden – etwa den Pazifismus, die Globalisierungskritik und den Antiamerikanismus.
Aufgrund der Sozialen Ungleichheit in der Welt werden im Sinne der Sozialen Gerechtigkeit regulative Eingriffe in die Weltwirtschaft gefordert. Dazu zählen etwa antimonopolistische Maßnahmen und Veränderungen am Steuersystem. Von Regierungen durchgesetzte Privatisierungen des öffentlichen Sektors werden kritisiert. Viele Linkspopulisten schüren soziale Ängste und haben einen breiten Forderungskatalog zusammengestellt.

## Geschichte
Der Linkspopulismus verstehe sich als politisches Projekt, das verschiedene Protestkulturen zusammenschweißen kann über „die Forderungen der Arbeiter, der Einwanderer und der vom Abstieg bedrohten Mittelschicht sowie anderer demokratischer Forderungen, etwa derer der LGBT-Gemeinde“, so Chantal Mouffe. Die anti-staatlichen Positionen der sozialistischen, kommunistischen und anarchistischen Arbeiterbewegung lehnt der Linkspopulismus aber ausdrücklich ab. Keine populistische Partei in Europa oder Lateinamerika vertritt das Konzept der Räterepublik.
Seit der Wirtschafts- und Finanzkrise der 2000er Jahre haben linkspopulistische Parteien mit ihrer Kritik am Neoliberalismus besonderen Zulauf bzw. entstehen neue.
Die neuen Formen des Linkspopulismus (wie auch des Rechtspopulismus) müssen im Kontext des Medienwandels verstanden werden. Anders als klassische populistische Bewegungen können die neuen ohne Führungsfigur auskommen und ohne zentrale Medien, sie setzten für ihre Kommunikation stark auf die dezentralen sozialen Netzwerke. Vieles, was in früheren Jahrzehnten als normaler Unmut in der Bevölkerung galt, kann sich in der digitalen Medienwelt als „populistischer“ Protest öffentlich artikulieren.

## Verbreitung

### Linkspopulismus in Europa
Griechenland (2015–2019) und Italien (2018–2022) haben mit linkspopulistischen Parteien an der Macht besondere Erfahrungen gemacht. Der griechische Finanzminister Yanis Varoufakis und andere Syriza-Aktivisten haben in England studiert und waren von dem Populismus-Theoretiker Ernesto Laclau stark beeinflusst. Weder die Minister von Syriza noch die des Movimento 5 Stelle hatten offenbar eine Idee, wie im Sinne ihrer linkspopulistischen Theorie die „neoliberale Hegemonie“ im Staatsapparat gebrochen werden könnte. Ihre Popularität und Wahlerfolge verdankten diese linkspopulistischen Parteien insbesondere der Polemik gegen das Schuldenregime der EU. Die von ihnen beeinflusste griechische und die italienische Regierung haben sich den EU-Auflagen dann aber doch letztlich unterworfen, da sie sie Risiken eines Austritts aus der EU höher einschätzten.
Bei der italienischen 5-Sterne-Bewegung verbinden sich populistische Elemente mit einer starken charismatischen Führungsfigur. Der Komiker Beppe Grillo wird intern als leader mediatico bezeichnet. Nach einem Jahr des Regierungs-Bündnisses hat die 5-Sterne-Bewegung deutlich an Popularität verloren und wechselte in eine Koalition mit der bis dahin verschmähten Sozialdemokratischen Partei Partito Democratico. In einem Interview wurde Chantal Mouffe im Herbst 2019 nach dem Scheitern der linkspopulistischen Strategie in Griechenland und Italien befragt, damals setzte sie ihre Hoffnung auf den Labour-Führer Jeremy Corbyn.
In den osteuropäischen Ländern haben einige Regierungsparteien starke linkspopulistische Züge entwickelt. Miloš Zeman, der frühere sozialdemokratische tschechische Parteivorsitzende, von 2013 bis 2023 Staatspräsident, wird mehrheitlich in den Medien als Linkspopulist bezeichnet. In der Slowakei gilt die Smer-SD von Robert Fico und in Litauen die Darbo partija von Viktor Uspaskich als linkspopulistisch.
In Frankreich beispielsweise stellte der Unternehmer Bernard Tapie mit seiner Parti radical de gauche (PRG) in den 1990er Jahren linkspopulistische Forderungen auf. 2017 und 2022 trat Jean-Luc Mélenchon für seine linkspopulistische Bewegung La France insoumise als Präsidentschaftskandidat an und verfehlte jeweils nur knapp den Einzug in die Stichwahl. Vielfach wird auch Emile Roemer, ehemaliger Chef der niederländischen Socialistische Partij, als Linkspopulist bezeichnet.
Deutschland hatte nach der politischen Wende mit der Partei des Demokratischen Sozialismus (PDS) nach Ansicht von Florian Hartleb eine Partei mit „linkspopulistischen Konturen“ und ist laut Cas Mudde „eine der wenigen noch verbliebenen und erfolgreichen linkspopulistischen Parteien“. Der Politikwissenschaftler Franz Walter und andere rechnen Oskar Lafontaine und Gregor Gysi zu den linkspopulistischen Protagonisten der Nachfolgepartei Die Linke. Nach Frank Decker konnte die Partei Die Linke (bzw. die Vorgängerorganisationen Die Linkspartei.PDS und WASG) von 2005 bis 2009 in der Amtszeit von Lafontaine als linkspopulistisch bezeichnet werden.
In Österreich gilt die Jetzt – Liste Pilz – gegründet vom ehemaligen Grünen-Politiker Peter Pilz – als linkspopulistische Partei.
In Russland wird insbesondere ab 2021 die regierungsnahe und sich selbst als sozialdemokratisch bezeichnende Partei Gerechtes Russland von dortigen Experten als linkspopulistisch eingeschätzt. Sie vereinigte sich Anfang 2021 mit zwei linksnationalen Bewegungen.

### Linkspopulismus in Lateinamerika
In Lateinamerika hat der Populismus aufgrund der kolonialen Geschichte häufig „linke“ und anti-imperialistische Züge – nicht nur in Kuba geht es um die Befreiung von der erdrückenden US-amerikanischen Hegemonie. Der südamerikanische Populismus speist sich aus dem Protest der armen Bevölkerung, die sich von einem starken Staat Maßnahmen gegen die neokoloniale Ausbeutung ihrer Arbeit erhoffen. Die Geschichte Südamerikas kennt zudem einige narzisstische Machtmenschen mit großem Sendungsbewusstsein, charismatischer Führer mit einem anti-oligarchischen Diskurs. Die von den Kolonialmächten übernommenen parlamentarisch-demokratischen Traditionen haben wenig Verankerung und Glaubwürdigkeit. Zu den zumindest zeitweise von linkspopulistischen Politikern regierten Ländern zählen Ecuador, Argentinien, Bolivien und Venezuela.
Der mittlerweile verstorbene Präsident Hugo Chávez (sein Nachfolger ist Nicolás Maduro) führte in Venezuela zunächst eine partizipatorische bzw. protagonistische Demokratie ein. Die aufgestellten Zirkel und Räte führten zu einer Politisierung der Bevölkerung. Später setzte er sich den Sozialismus als Ziel. Nach dem Urteil von Beobachtern kam es zu einer Reduzierung der basisdemokratischen Elemente aufgrund seines  Personenkultes. Trotz des ungeheuren Ölreichtums führte der Linkspopulismus das Land in eine tiefe wirtschaftliche und politische Krise.

### Monografien und Sammelbände
- Carlos de la Torre, Cynthia J. Arnson (Hrsg.): Latin American Populism in the Twenty-First Century. Johns Hopkins University, Baltimore 2013, ISBN 978-1-4214-1009-8.

- Thomas E. Goes, Violetta Bock: Ein unanständiges Angebot? Mit linkem Populismus gegen Eliten und Rechte. Papyrossa, Köln 2017, ISBN 978-3-89438-652-8.

- Dirk Jörke, Veith Selk: Theorien des Populismus zur Einführung. Junius, Hamburg 2017, ISBN 978-3-88506-798-6.

- Ernesto Laclau: On Populist Reason. Verso Books, London 2005, ISBN 1-84467-186-0.
- Chantal Mouffe: Für einen linken Populismus. Aus dem Englischen von Richard Barth. Suhrkamp, Berlin 2018, ISBN 978-3-518-12729-2.
- Cas Mudde, Cristóbal Rovira Kaltwasser: Populism. A Very Short Introduction. Oxford University Press, Oxford 2017, ISBN 978-0-19-023487-4.
- Cas Mudde, Cristóbal Rovira Kaltwasser (Hrsg.): Populism in Europe and the Americas: Threat or Corrective for Democracy? Cambridge University Press, Cambridge 2012, ISBN 978-1-107-02385-7.
- Karin Priester: Rechter und linker Populismus. Annäherung an ein Chamäleon. Campus-Verlag, Frankfurt am Main [u. a.] 2012. ISBN 978-3-593-39793-1.

### Beiträge in Sammelbänden
- Frank Decker: Germany: Right-wing Populist Failures and Left-wing Successes. In: Daniele Albertazzi, Duncan McDonnell (Hrsg.): Twenty-First Century Populism. The Spectre of Western European Democracy. Palgrave MacMillan, New York 2008, ISBN 978-0-230-01349-0, S. 119 ff.
- Frank Decker: Vom Protestphänomen zur politischen Dauererscheinung: Rechts- und Linkspopulismus in Westeuropa. In: Uwe Backes, Alexander Gallus, Eckhard Jesse (Hrsg.): Jahrbuch Extremismus & Demokratie. 27. Jg. (2015), Nomos, Baden-Baden 2015, ISBN 978-3-8487-2522-9, S. 57–72.
- Frank Decker, Florian Hartleb: Populismus auf schwierigem Terrain. Die rechten und linken Herausforderungsparteien in der Bundesrepublik. In: Frank Decker (Hrsg.): Populismus. Gefahr für die Demokratie oder nützliches Korrektiv? VS Verlag für Sozialwissenschaften, Wiesbaden 2006, ISBN 3-531-14537-1, S. 191.
- Philip Dingeldey: A People's Tribunate in a Populist Democracy? A Thought Experiment between Republicanism and Populism re-visited. In: Stefan Mayr, Andreas Orator (Hrsg.): Populism, Popular Sovereignty, and Public Reason (= Central and Eastern European Forum for Legal, Political, and Social Theory Yearbook. Band 10). Peter Lang, Berlin et al. 2021, ISBN 978-3-631-84083-2, S. 71–84.
- Gerrit Voerman: Linkspopulismus im Vergleich. Die niederländische Socialistische Partij (SP) und die deutsche Linke. In: Friso Wielanga, Florian Hartleb (Hrsg.): Populismus in der modernen Demokratie. Die Niederlande und Deutschland im Vergleich. Waxmann, Münster u. a. 2011, ISBN 978-3-8309-2444-9, S. 179 ff.

### Fachaufsätze
- Frank Decker, Florian Hartleb: Populism on Difficult Terrain: The Right- and Left-Wing Challenger Parties in the Federal Republic of Germany. In: German Politics. 16 (2007) 4, S. 434–454, doi:10.1080/09644000701652466.
- Luke March: From Vanguard of the Proletariat to Vox Populi: Left-Populism as a „Shadow“ of Contemporary Socialism. In: SAIS Review of International Affairs 27 (2007), Nr. 1, S. 63–77, doi:10.1353/sais.2007.0013.
- Cas Mudde, Cristóbal Rovira Kaltwasser (2013): Exclusionary vs. Inclusionary Populism: Comparing Contemporary Europe and Latin America. In: Government & Opposition. 48 (2), S. 147–174.
- Simon Otjes, Tom Louwerse: Populists in Parliament: Comparing Left-Wing and Right-Wing Populism in the Netherlands. In: Political Studies. 2013, doi:10.1111/1467-9248.12089.
- Ingar Solty, Alban Werner: Der indiskrete Charme des Linkspopulismus. In: Das Argument – Zeitschrift für Philosophie und Sozialwissenschaften. 316 (2016) 2, S. 273–285 (PDF academia.edu).
- Kurt Weyland: Latin America’s Authoritarian Drift: The Threat from the Populist Left. In: Journal of Democracy. 24 (2013), Nr. 3, S. 18–32, doi:10.1353/jod.2013.0045.
- Helmut Dubiel: Das Gespenst des Populismus. In: Merkur. Heft 438 (1985), ISSN 0026-0096, S. 639–651.